# The Monitor
The Monitor è il secondo album pubblicato dal gruppo alternative rock dei Titus Andronicus, pubblicato il 9 marzo 2010 dalla XL Recordings.
È un concept album basato su racconti sulla guerra di secessione, il titolo omaggia la corazzata statunitense USS Monitor che ha partecipato alla prima battaglia tra navi corazzate avvenuta l'8 e il 9 marzo del 1862 durante la guerra. Nell'album ci sono riferimenti a Billy Bragg e Bruce Springsteen.
L'album è stato accolto molto favorevolmente dalla critica entrando in molte classifiche del 2010.

## Tracce
1. A More Perfect Union – 7:09
2. Titus Andronicus Forever – 1:55
3. No Future Part Three: Escape From No Future – 5:16
4. Richard II – 5:06
5. A Pot in Which to Piss – 8:53
6. Four Score and Seven – 8:38
7. Theme From 'Cheers' – 5:01
8. To Old Friends and New – 7:00
9. …And Ever – 2:24
10. The Battle of Hampton Roads – 14:02